# Hélène-Frédérique de Faye-Jozin
Pour les articles homonymes, voir Faye et Jozin.
Hélène-Frédérique de Faye-Jozin (Saint-Brieuc, 22 février 1871 - Paris, 30 janvier 1942) est une compositrice française.

## Œuvres
- 1906 Cantilène, Opus 30, duo
- 1922 Suite Sylvestre, suite
- 1925 Mirage, duo
- 1931 Solo de Concert, concerto pour violoncelle
- 1934 Contre une vielle, canon
- 1936 Cyprès, Fontaines et Lauriers, duo[2],[3]